# Trận Marengo
Trận Marengo là một trận chiến diễn ra vào ngày 14 tháng 6 năm 1800 giữa quân Pháp do Đệ nhất Tổng tài Napoléon Bonaparte chỉ huy và quân Habsburg gần thành phố Alessandria, tại Piedmont, ngày nay là Ý. Tuy ban đầu quân Áo của Tướng Michael von Melas giành thắng lợi, quân Pháp đã đánh bại cuộc đột kích của Áo gần cuối ngày, đánh đuổi người Áo ra khỏi đất Ý, củng cố địa vị chính trị của Napoléon Bonaparte tại thủ đô Paris là Đệ nhất Tổng tài nước Pháp, sau khi ông tổ chức đảo chính vào tháng 11 năm ngoái. Trận Marengo trở thành một trong những chiến thắng rực rỡ nhất của Tổng tài Bonaparte, khiến cho ông có được thời gian nghỉ ngơi trong cơn binh lửa.
Bị bất ngờ trước cuộc tiến quân của người Áo qua xứ Genova vào giữa tháng 4 năm 1800, Bonaparte nhanh chóng xuất quân vượt dãy Anpơ vào giữa tháng 5 và đến thành Milano vào ngày 2 tháng 6 năm 1800. Sau khi cắt đức nguồn tiếp tế của Melas bằng việc vượt qua sông Po và đại thắng viên Phó Thống chế Peter Karl Ott von Bátorkéz trong trận đánh ở Montebello vào ngày 9 tháng 6, quân Pháp tiến gần hơn đến quân Áo. Bị một điệp viên nhị trùng ở địa phương đánh lừa, Bonaparte chia đại binh về hai hướng Bắc và Nam, nhưng người Áo lại tổ chức một cuộc đột kích vào ngày 14 tháng 9 nhằm về quân chủ lực Pháp do Tướng Louis Alexandre Berthier thống lĩnh.
Trận chiến bắt đầu, hai cuộc tấn công của quân Áo băng qua đầm Fontanone gần làng Marengo bị đánh lui, đồng thời Thiếu tướng Jean Lannes chi viện cho cánh phải quân Pháp. Bonaparte hiểu ra vị trí thực sự và lúc 11 giờ sáng ông ra lệnh cho đạo quân dưới quyền Thiếu tướng Louis Desaix vào trận, trong khi bản thân ông thì kéo quân Dự Bị của mình về phía trước. Bên cánh trái quân Áo, Đội hình hàng dọc của Ott đã chiếm được Castel Ceriolo, và đội Tiền Vệ của ông tiến về hướng Nam để tấn công vào sườn quân Lannes. Melas tái tổ chức tổng tấn công và quân Áo phá vỡ được cứ điểm trung quân Pháp. Vào lúc 2:30 chiều quân Pháp rút lui, và những người lính Long Kỵ Binh Áo chiếm giữ trang trại Marengo. Đến lúc này Bonaparte dẫn quân Dự Bị tới, nhưng đạo quân của Berthier đã bắt đầu chạy lui về những hàng cây nho. Biết rằng Tướng Desaix đang kéo quân đến, Bonaparte lo sợ rằng một đội hình hàng dọc của Phó Thống chế Ott sẽ tiến đánh từ hướng Bắc, do đó ông bèn triển khai lực lượng Bộ Binh của đội Vệ binh Tổng tài để cầm chân quân Ott. Sau đó người Pháp rút quân nhanh chónh về hướng Đông, thông qua San Giuliano Vecchio trong khi người Áo thiết lập một đội hình hàng dọc để truy kích họ, cùng hàng ngũ với cuộc tiến công của Ott ở khu vực hướng Bắc.
Giữa 5 giờ 30 phút chiều hôm ấy, Desaix kéo viện binh đến, làm củng cố lại cứ điểm của quân Pháp nhờ việc lực lượng 9ème Légère (Khinh Bộ Binh số 9) đã đánh chận bước tiến quân của quân Áo xuống đoạn đường chính, trong khi đó phần còn lại của Quân đội Pháp thì tái tập kết lại ở hướng Bắc Cascina Grossa. Khi quân Áo tiến hành truy sát, một loạt những phát súng hỏa mai và Pháo Binh Pháp đã che khuất cuộc đánh úp của đội Kỵ Binh do Chuẩn tướng François Étienne de Kellermann thống lĩnh, đã đẩy người Áo vào tình thế hỗn loạn và cuống cuồng tháo chạy về Alessandria, với tổn thất bao gồm 9.400 tử sĩ, thương binh và cả tù binh nữa. Mất mát của quân Pháp ít hơn nhiều, nhưng trong đó có cả Desaix (ông hy sinh giữa giây phút chiến thắng). Toàn thể tuyến quân Pháp truy kích đối phương để cầm chắc une victoire politique một chiến thắng về mặt chính trị) đã củng cố địa vị Đệ nhất Tổng tài của Napoléon Bonaparte sau cuộc đảo chính của ông. Sau chiến thắng tại Marengo, người Pháp đã tiến hành một chiến dịch tuyên truyền và trận đánh này đã được họ viết lại đến ba lần trong suốt thời kỳ trị vì của Napoléon Bonaparte.
Được xem là một trận đánh quan trọng của ông, chiến thắng lẫy lừng này đã trở thành một phần không thể thiếu trong huyền thoại về Napoléon. Cùng với đại thắng của quân Pháp trong trận Hohenlinden ở Đức cũng năm đó, thắng lợi sát nút nhưng vẻ vang ở Marengo đã đập tan khối Liên minh thứ hai, buộc Áo phải xin hòa thêm một lần nữa. Đồng thời, thắng lợi huy hoàng này cũng khiến Pháp nắm vững đất Ý.

## Bối cảnh lịch sử

Đệ nhất tổng tài vượt dãy Anpơ trên đèo Grand-Saint-Bernard, họa phẩm của Jacques-Louis David

Nền quân chủ Áo ký kết Hiệp định Campo Formio với nước Cộng hòa Pháp vào ngày 17 tháng 10 năm 1797, chấm dứt cuộc Chiến tranh Liên minh thứ nhất. Tuy nhiên, các liệt cường Âu châu cho rằng đây chỉ đơn thuần là một khoảng thời gian giải lao. Nhờ sự bành trướng của mình mà chế độ Đốc chính Pháp đã có thêm các quốc gia chư hầu bao gồm các nền Cộng hòa La Mã, Ligurian (Genova) và Cisalpine (Lombardy), ngoài ra Pháp còn sáp nhập một số đất đai mà họ xâm lược được từ các Vương triều phong kiến. Vào ngày 12 tháng 4 năm ấy, Hà Lan cũng đã trở thành đồng minh của Pháp quốc. Cuộc chiến tranh tổng lực đầu tiên này đã gây tiêu hao sinh lực của nước Pháp, do đó chính quyền Đốc chính cho rằng cần phải tiếp tục mở rộng nước Pháp. Người Áo đã cảm thấy mối hiểm họa rất lớn từ Pháp và do bất đồng với Anh Quốc từ năm 1797, họ liên minh với Đế quốc Nga. Không thể trực tiếp đánh hạ Anh Quốc, Tướng Napoléon Bonaparte xâm lược Ai Cập nhằm gián tiếp "trừng trị" nước Anh. Nhân dân Ái Nhĩ Lan thấy vậy liền phất cờ khởi nghĩa chống Anh để ủng hộ Napoléon, và đây là cái cơ để nước Anh lâm chiến. Do Ai Cập bấy giờ là đất thuộc Đế quốc Ottoman nên sự xâm lăng của Napoléon đã khiến cho Ottoman gia nhập Liên minh thứ hai vào năm 1798. Trong năm ấy, quân Áo tấn công quân Pháp tại La Mã nhưng bị đại bại. Nhận thấy cần mở mang thêm lãnh thổ và kiếm thêm lợi cho Pháp, Hội đồng Đốc chính phát binh vào Mùa Xuân năm 1799. Quân Áo và quân Nga đại thắng quân Pháp, buộc Tướng Napoléon Bonaparte phải rời bỏ Ai Cập để về Âu lục cứu nước. Nhưng lúc ấy, tình hình đã được ổn định. Song dần dần, Hội đồng này bất lực nên trở nên mất lòng dân. Napoléon chớp lấy thời cơ liền tổ chức đảo chính vào ngày 9 tháng 11 năm ấy, lên làm Đệ nhất Tổng tài của nước Cộng hòa Pháp.
Trận chiến Marengo là một chiến thắng bảo đảm cho thắng lợi của Napoléon trong Chiến dịch Ý năm 1800 và là trận đánh nổi tiếng nhất trong cả chiến dịch này. Bằng một cuộc băng qua dãy Anpơ đầy chất táo bạo cùng với Binh đoàn Dự Bị của ông (thực chất do Tướng Louis Alexandre Berthier chỉ huy) giữa tháng 5 năm 1800 gần như trước khi các hẻm nũi được mở ra, Napoléon Bonparte (người đã vượt dãy núi trên lưng một con la) đã đe dọa đến các tuyến đường tiếp tế của Thống chế Melas ở miền Bắc Ý. Quân đội Pháp sau đó chiếm đóng Milano vào ngày 2 tháng 6 năm 1800, tiếp theo đó Pavia, Piacenza và Stradella, Lombardy lần lượt thất thủ, cắt đường tiếp viện chính của người Áo về phía Đông dọc theo bờ Nam của con sông Po. Napoléon Bonaparte hy vọng rằng Melas còn đang bận tâm với cuộc vây hãm thành Genoa do Tướng André Masséna trấn thủ, nên sẽ ngăn ngừa quân Áo khỏi việc chống trả lại cuộc tấn công của ông. Tuy nhiên, Genoa thất thủ vào ngày 4 tháng 6 năm 1800, làm cho hàng loạt binh sĩ Áo có thể chuẩn bị chiến dịch đánh Pháp.
Vào ngày 9 tháng 6 năm 1800, Tướng Jean Lannes đánh thắng Phó Thống chế (Feldmarschallleutnant) Peter Ott trong trận chiến ở Montebello. Chiến thắng này khiến cho Napoléon Bonaparte trở nên hết sức tự tin. Ông trở nên tin chắc rằng Melas nhất thiết sẽ không tấn công, và thậm chí ông còn cho rằng quân Áo đang chuẩn bị thoái lui. Khi các đạo quân Pháp khác đã tiến gần đến từ hai hướng Tây và Nam, vị chỉ huy quân Áo đã rút phần lớn binh lực của ông từ các cứ điểm ở gần Nice và Genoa về Alessandria trên đoạn đường chính Torino - Mantua.

### Các kế hoạch của quân Áo và những bước tiến ban đầu của quân Pháp
Người Áo lập kế hoạch chiến đấu để mở đường về hướng Đông, nhưng họ dùng một điệp viên nhị trùng địa phương, thường được biết tới qua mật danh của ông này là François Toli, để đánh lừa cho Tổng tài Napoléon nghĩ rằng họ sẽ tổ chức Bắc chinh, băng qua sông Po, và thẳng tiến tới Milano, đồng thời được tăng viện từ các lực lượng còn lại từ thành Genoa tiến xuống. Người gián điệp sẽ mách bảo Napoléon hành binh qua Sale ở bên phía Bắc của đồng bằng này, do đó ông sẽ phải giao chiến với cánh tả của quân Áo; trong khi ấy đội chính binh Áo sẽ tiến bước qua giữa ngôi làng Marengo, chuyển về hướng Bắc, rồi sẽ đánh thốc vào sườn tả quân Pháp. Ott từ Montebello kéo binh tới vào ngày 12 tháng 6, gia tăng quân số Áo lên đến 3 vạn chiến sĩ tinh nhuệ, trước mắt họ sẽ phải đối chọi với đội quân Pháp yếu ớt bao gồm 2 nghìn binh sĩ Pháp yếu ớt do đích thân Napoléon dẫn đầu, vốn Napoléon đã tới Sale vào ngày 13 tháng 6. Đêm ngày 13 tháng 6, một Hội đồng Chiến tranh được tổ chức và Bộ Tư lệnh Quân đội Áo đã quyết định tổ chức Đông tiến. Các võ tướng đầu triều của Áo mạnh mẽ khích lệ kế hoạch này, bởi lẽ nếu họ chấp nhận một sự lựa chọn khác, thì khi ấy Quân đội Áo sẽ phải lui binh qua dòng sông Po và để lại Piedmont cho quân thù, mà không đổ một giọt máu nào cả. Tuy nhiên, do bãi bỏ đồng bằng San Giuliano - nơi có thể mang lại cho lực lượng Kỵ binh hùng mạnh của ông một con dao sắc bén, Melas xem ra đã sai lầm nghiêm trọng..
Napoléon hiểu rằng Ott không có đường nào khác để mà rời khỏi Alessandria, nhưng ông không biết gì về cứ điểm của Melas cả. Sau khi người điệp viên nhị trùng kia khuyên bảo ông, Napoléon lo sợ rằng vị tướng lĩnh Áo này có lẽ sẽ chạy trốn, nên ông bố trí Quân đội Pháp khắ nơi, làm thành một cái hố rộng mở: ông truyền lệnh cho Tướng Louis Desaix cùng với Sư đoàn (6 nghìn binh sĩ) của Thiếu tướng Jean Boudet Nam tiến tới Novi Ligure và Sư đoàn (3500 binh sĩ) của Tướng Jean François Cornu de La Poype (3,500 men) Nam tiến tới bờ kia sông Po. Xa về phía Nam, từ Vercelli cho tới Hồ Maggiore, có trại quân của các Sư đoàn dưới quyền Antoine de Béthencourt và Joseph Chabran và, xa tít về phía sau, hướng Bắc, có Sư đoàn dưới quyền Jean Thomas Guillaume Lorge trấn thủ.